# Марица (фильм, 1985)
«Марица» — советский художественный фильм по мотивам одноимённой оперетты Имре Кальмана.

## Краткое содержание
Богатая молодая вдова графиня Марица, устав от назойливых ухаживаний, решает сообщить в газетах, что она выходит замуж за человека, чьё имя нашла на афише к оперетте «Цыганский барон» — Коломана Зупана. «Вот и прекрасно, чем не муж, и вроде есть, и вроде нету. Не все же ходят в оперетту». 
Когда Марица вместе со своей подругой баронессой Виолеттой приезжает в своё имение, она видит цыган и своего управляющего Тасилло, которого она наняла заочно. Среди цыган баронесса Виолетта видит Шандора, который любил её тридцать лет назад. Он ушёл к цыганам, когда Виолетта вышла замуж за другого. Теперь она поняла, что любила только его, Шандора.
Тем временем оказывается, что хотя в оперетту ходят не все, неподалёку, в Вараздине, обнаруживается реальный Коломан Зупан, которому мамаша показала заметку в газете, где графиня Марица объявила помолвку с ним. Зупан с подарком — поросёнком — спешит на свидание к «невесте». Появившись у Марицы, Зупан вызывает шок у графини и ревность у Тасилло, который успел влюбиться в хозяйку. После того как Марица с Зупаном исполняют свой знаменитый дуэт, Зупан встречает сестру Тасилло, Лизу, и влюбляется в неё. А Тасилло признаётся Марице, что любит её. Марица тоже начинает считать, что красавец Тасилло и есть тот, кого она так долго искала, «кого богатство вдовы волнует меньше, чем вдова». Вся идиллия разрушается, когда Марица видит Тасилло, обнимающего девушку, которую он представил Марице, как служанку. А потом читает его письмо, где он пишет другу, что служит у графини из-за приданого. В конце концов, Лиза, которая и была этой девушкой, объясняет Марице, что она сестра Тасилло и ради её приданого он служил у графини.

## В ролях
- Наталья Андрейченко — Марица
- Тимофей Спивак — Тасилло Мадач
- Мария Миронова — Виолетта
- Владимир Зельдин — Шандор
- Людмила Макарова — мать Зупана
- Игорь Скляр — Коломан Зупан
- Вера Сотникова — Лиза

## Съёмочная группа
- Авторы сценария: Владимир Константинов, Борис Рацер
- Режиссёр: Александр Белинский
- Оператор: Эдуард Розовский
- Художник: Римма Наринян
- Звукооператор: Елена Демидова
- Директор картины: Михаил Бочевер
- Вокальные партии: Лариса Шевченко, Алексей Стеблянко

В съёмках фильма принимали участие:
- Оркестр Ленинградского академического театра оперы и балета имени С. М. Кирова, дирижёр: С. К. Горковенко, музыкальный режиссёр: М. Алпатов
- Балет Ленинградского академического Малого театра оперы и балета, балетмейстер: К. Ласкари